# Chile nos Jogos Pan-Americanos de 2007
O Chile competiu nos Jogos Pan-Americanos de 2007 no Rio de Janeiro, no Brasil.

## Medalhas

### Ouro
Caratê - Até 80 kg masculino
- Diego Borquez

Ciclismo - Perseguição individual masculino
- Enzo Cesario

Ciclismo - Perseguição por equipes masculino
- Enzo Cesario, Marcos Arriagada, Luis Sepulveda e Gonzalo Miranda

Levantamento de peso - Acima de 105 kg masculino
- Cristian Escalante

Remo - Dois sem feminino
- Soraya Jadue e María Jose Orellana

Vela - Classe Lightning
- Alberto González, Diego González e Cristian Herman

### Prata
Esgrima - Florete individual masculino
- Felipe Alvear

Ginástica artística - Salto sobre o cavalo masculino
- Enrique Sepulveda

Patinação de velocidade - Velocidade feminino
- Carolina Santibáñez

Tênis - Simples masculino
- Adrián García

Tênis - Duplas masculino
- Adrián García e Jorge Aguilar

### Bronze
Caratê - Até 75 kg masculino
- David Dubo

Caratê - Até 53 kg feminino
- Jessy Reyes

Esgrima - Espada individual masculino
- Paris Inostroza

Esqui aquático - Slalom masculino
- Felipe Miranda

Esqui aquático - Rampa masculino
- Rodrigo Miranda

Ginástica artística - Solo masculino
- Enrique Sepulveda

Hóquei sobre grama - Masculino
- Equipe

Levantamento de peso - até 56 kg masculino
- Jaime Iturra

Remo - Skiff duplo peso leve masculino
- Felipe Leal e Miguel Cerda

## Desempenho

### Atletismo
100 metros masculino
- Kael Becerra - Série 4: 10s32, Semifinal 2: 10s43 → eliminado

1500 metros masculino
- Leslie Encina - Final: 3m45s99 → 9º lugar

4x100 metros feminino
- Equipe (María Carolina Díaz, María Fernanda Mackenna, Daniela Ri de Relli, Daniela Pavez) - Semifinal 2: 45s50 → eliminadas

110 metros com barreiras masculino
- Francisco Castro - Semifinal 2: 14s46 → eliminado

400 metros com barreiras masculino
- Luis Montenegro - Semifinal 2: 51s58 → eliminado

3000 metros com obstáculos masculino
- Sergio Lobos - Final: 9m08s55 → 10º lugar

50 km de marcha atlética masculino
- Cristian Bascuñan - Final: 4h24m21s → 9º lugar

Maratona feminino
- Erika Olivera → não completou a prova

Salto com vara masculino
- José Francisco Nava → sem marca

Salto com vara feminino
- Carolina Torres - Final: 4,00 m → 6º lugar

Lançamento de peso masculino
- Marco Antonio Verni - Final: 18,54 m → 6º lugar

Lançamento de peso feminino
- Natalia Duco Soler - Final: 16,92 m → 7º lugar

Lançamento de disco feminino
- Karen Gallardo - Final: 46,11 m → 12º lugar
- Ximena Araneda - Final: 45,64 m → 13º lugar

Lançamento de dardo masculino
- Diego Moraga - Final: 65,96 m → 9º lugar
- Ignacio Guerra - Final: 65,51 m → 10º lugar

Lançamento de martelo masculino
- Patricio Palma - Final: 67,86 m → 5º lugar
- Leonardo Pino - Final: 61,61 m → 10º lugar

Lançamento de martelo feminino
- Odette Palma Lafourcade - Final: 55,63 m → 13º lugar

Decatlo masculino
- Gonzalo Barroilmet - 7193 pontos → 8º lugar

### Handebol
Masculino
- Fase de grupos
  - Derrota para o BRA Brasil, 20-33
  - Derrota para CUB Cuba, 18-40
  - Vitória sobre o CAN Canadá, 29-20
- Classificação 5º-8º lugar
  - Vitória sobre o MEX México, 28-27
- Disputa pelo 5º lugar
  - Vitória sobre a DOM República Dominicana, 28-27 → 5º lugar
- Equipe
  - Gastón Higuera Guajardo
  - Patricio Martínez
  - Francisco Chacana
  - Pablo Baena González
  - Nicolás Jofre
  - Rodrigo Salinas Muñoz
  - Rodolfo Cornejo
  - Eduardo Maltez
  - Fuad Kassis Satorre
  - Emil Feutchman
  - Felipe Maurin
  - Felipe Barrientos
  - Guillermo Araya
  - Felipe Mihovilovich Pérez
  - Sebastián Lagomarsino

Técnico: Hugo Valdebenito

### Hóquei sobre grama
Torneio feminino
- Fase de grupos
  - Vitória sobre o URU Uruguai, 6-0
  - Vitória sobre o BRA Brasil, 9-0
  - Derrota para a ARG Argentina, 1-2
- Semifinal
  - Derrota para os USA Estados Unidos, 1-4
- Terceiro lugar
  - Derrota para as AHO Antilhas Neerlandesas, 1-2 → 4º lugar
- Equipe
  - Constanza Abud
  - Sofia Walbaum
  - Andrea Sánchez
  - Javiera Villagra
  - Paula Infante
  - Michelle Wilson
  - Daniela Infante
  - Carolina García
  - Fernanda Rodríguez
  - María José Fernández
  - Beatriz Albertz
  - Claudia Schüler
  - Sandra Wenz
  - Carolina Varas
  - Daniela Caram
  - Camila Infante

Técnico: Ronald Stein
Torneio masculino
- Fase de grupos
  - Vitória sobre os USA Estados Unidos, 2-1
  - Vitória sobre as AHO Antilhas Neerlandesas, 2-1
  - Derrota para o CAN Canadá, 0-2
- Semifinal
  - Derrota para a ARG Argentina, 2-5
- Terceiro lugar
  - Vitória sobre TRI Trinidad e Tobago, 5-3 →  Bronze
- Equipe
  - Mathias Anwandter
  - Ian Koppenberger
  - Gabriel Thiermann
  - Alfredo Thiermann
  - Matías Vogel
  - Esteban Krainz
  - Cristóbal Rodríguez
  - Pablo Kuhlenthal
  - Felipe Montegu
  - Matías Amoroso
  - Sebastián Kapsch
  - Alan Stein
  - Felipe Casanova
  - Thomas Kannegiesser
  - Martín Sotomayor
  - Mauro Scaff

Técnico: Alfredo Castro

### Natação
Maratona aquática 10 km feminina
- María José Mailliard: 14º lugar, 2:47:34.6

Maratona aquática 10 km masculino
- Roberto Peñailillo: 13º lugar, 2:10:10.6